# Kein Ärger mit Cleopatra
Kein Ärger mit Cleopatra ist ein deutscher Spielfilm aus dem DEFA-Studio für Spielfilme von Helmut Schneider aus dem Jahr 1960.

## Handlung
In dem Dorf Bolbitz sieht man Ende der 1950er Jahre im Schweinestall der Familie Kahlow einem freudigen Ereignis entgegen. Da die Familie noch auf dem Feld arbeitet, hat Oma Kahlow die Aufgabe übernommen, das Ferkeln zu überwachen, obwohl es ja noch etwas Zeit hat. Nach einem kleinen Schläfchen schlägt sie die Augen auf und muss erkennen, dass die weiße Sau schwarze Ferkel geworfen hat, was Unglück bedeuten soll. Das setzt aber wiederum eine Sünde voraus, die in dieser Zeit nur von der Kollektivierung der Landwirtschaft ausgehen kann und die Familie Kahlow, wie viele andere im Dorf, ist noch nicht in die LPG eingetreten. Oma Kahlow erkennt, dass das nur ein himmlischer Wink sein kann, der vor der Genossenschaft warnt. Gottlieb Grossig, der ebenfalls noch nicht in der LPG ist und dessen Eber die Sau gedeckt hat, lehnt eine Verantwortung seines Ebers ab, vertritt aber als Mitglied des Kirchenvorstands ebenfalls die Meinung, dass es nur ein himmlischer Wink sein kann.
In der Zuchtstation der LPG wird inzwischen seit längerer Zeit mit der Zucht schwarzer Cornwallschweine experimentiert, worum sich besonders Jan Lubenski und Peter Jaschke kümmern. Als sich auch bei ihnen die Geburt der schwarzen Schweine herumgesprochen hat, wird ihnen von der LPG-Vorsitzenden die neue Tierzüchterin vorgestellt. Bei einem Kontrollgang im Auslauf der Schweineställe muss Lubenski feststellen, dass der Cornwall-Zuchteber Brutus in der Lage ist, die Absperrungen zu überspringen und ihm wird klar, wer für die schwarzen Ferkel verantwortlich ist. Inzwischen hat bereits die zweite weiße Sau schwarze Ferkel bekommen.
Irmchen Grossig und Claus Kahlow lieben sich, wollen in die LPG eintreten und nutzen häufig die Zeit, sich darüber zu unterhalten. Als Vater Grossig von einer Gemeindekirchenratssitzung nach Hause kommt, trifft er gerade noch den jungen Kahlow an, der seine Tochter besuchte. In einem Gespräch sagt er den beiden, dass er keine Einwände gegen eine Verlobung hat. Nach der Hochzeit können sie dann in seine Räume im Haus einziehen und den Hof übernehmen. Claus erzählt die Geschichte seinem Vater und der verrät ihm, dass er umgehend, ohne Wissen seiner Frau, in die LPG eintreten wird. Am nächsten Morgen nimmt sich Mathias Kahlow sein Stullenpaket und geht zur Arbeit in die LPG, während seine Frau mit der alleinigen Unterstützung ihres Sohnes auf das Feld muss.
Die weißen Säue, die schwarze Ferkel zur Welt bringen, werden immer mehr. Nun trifft es auch die Sau Cleopatra des Herrn Pfarrer, womit der himmlische Wink widerlegt wird. Grossig hat eine neue Idee, nachdem er bemerkt, dass sein Wunsch, die Arbeit auf seinem Hof auf seine Tochter und seinen zukünftigen Schwiegersohn abzuwälzen, nicht klappt. Er will jetzt für alle, die bisher nicht Mitglied der LPG sind, eine eigene gründen, mit sich als Vorsitzenden. Bei der Gründungsversammlung bemerken jedoch die Kandidaten, dass er nur an seine eigenen Interessen denkt. Deshalb gehen alle Beteiligten zu der gerade tagende Vollversammlung der bereits bestehende LPG und treten in diese ein.

## Produktion und Veröffentlichung
Kein Ärger mit Cleopatra wurde unter den Arbeitstiteln Der himmlische Wink und Himmlischer Wink als Schwarzweißfilm gedreht und hatte seine Uraufführung aus Anlass des VI. Deutschen Bauernkongresses am 8. Dezember 1960 im Rostocker Filmtheater Capitol.
Im Fernsehen wurde der Film das erste Mal am 28. Juni 1961 im Programm des Deutschen Fernsehfunks ausgestrahlt.
Die Dramaturgie lag in den Händen von Hans-Joachim Wallstein.

## Kritik
In der Kritik der Neuen Zeit schrieb G.S.:

„Leider gelang es dem Regisseur Helmut Schneider nicht, der dürftigen Fabel spannungsvolle Lichter aufzusetzen. Die Handlung schleppt sich mühsam und konfliktarm dahin. Selbst gute Charakterdarsteller bleiben oberflächlich …“

Das Lexikon des internationalen Films schreibt, dass der Film schon zu seiner Entstehungszeit ein hoffnungslos veraltetes Landwirtschafts-Volksstück in äußerst dilettantischer Machart war.